# طوارئ طبية

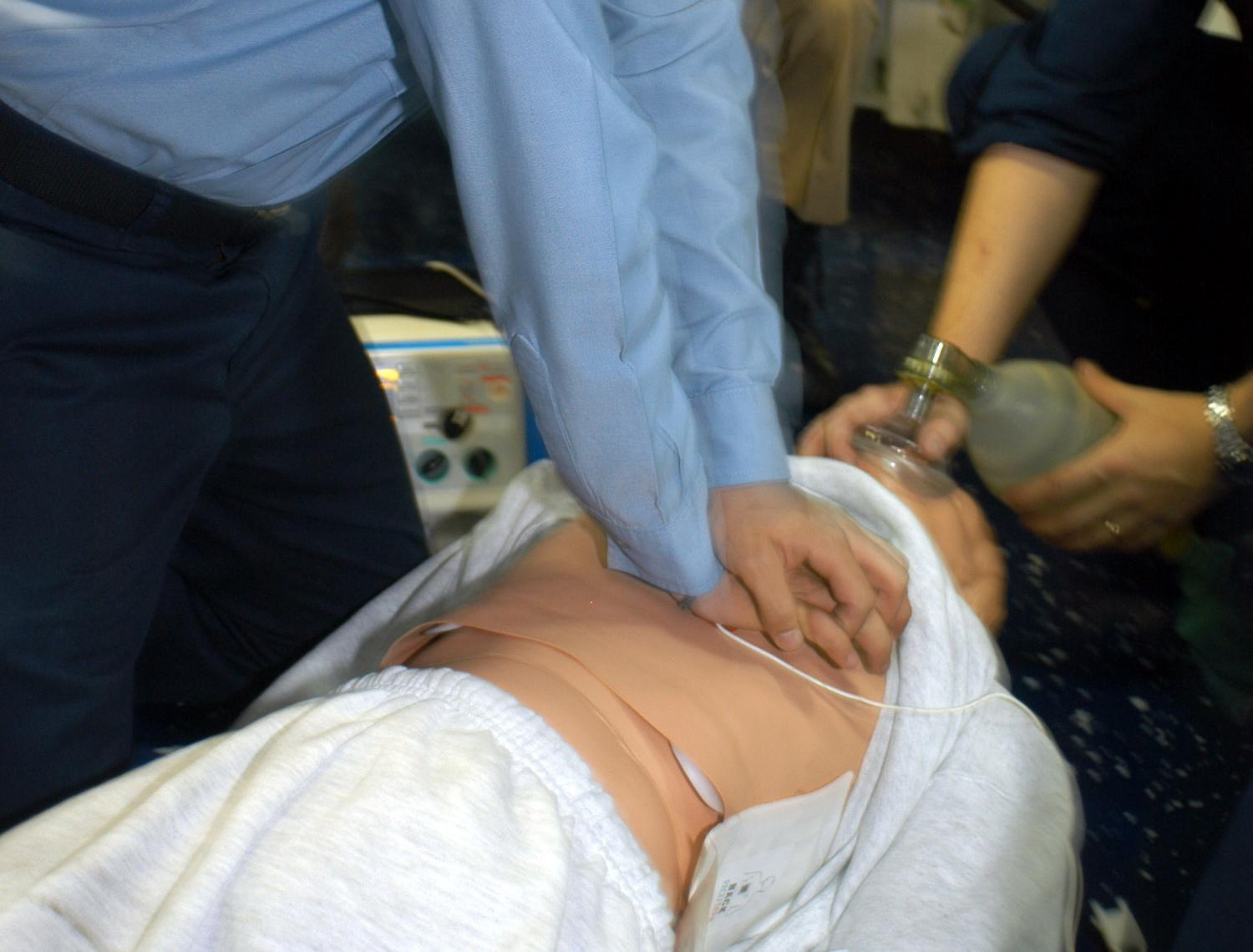

الطوارئ الطبية هي إصابة أو مرض حاد يشكل خطرًا على حياة الشخص أو صحته على المدى الطويل. وقد تتطلب هذه الطوارئ عونًا من شخص آخر ينبغي أن يكون مؤهلاً بالقدر الكافي للقيام بذلك، إلا أن بعض حالات الطوارئ يمكن أن يتعامل معها المريض نفسه دون الاستعانة بأحد. [بحاجة لمصدر] ويختلف مستوى الرعاية المطلوبة بحسب خطورة الحالة وجودة العلاج المراد تقديمه فهناك من يقدم الإسعافات الأولية وهناك فنيو الطوارئ الطبية أو أطباء الطوارئ.
وتعتمد الاستجابة لأي من الحالات الطبية الطارئة على مدى خطورة الموقف وحالة المرضى المصابين والموارد المتاحة لمساعدتهم. وتتفاوت طرق العلاج أيضًا إذا حدثت حالة الطوارئ أثناء التواجد في المستشفى تحت الإشراف الطبي عما إذا حدثت بعيدًا عن الرعاية الطبية (على سبيل المثال: في الشارع أو في المنزل دون وجود رفيق).

## الاستجابة
فالسبيل القويم إلى الحصول على رعاية طبية مناسبة بالنسبة لحالات الطوارئ التي تحدث خارج مجال الرعاية الطبية هو استدعاء خدمات الطوارئ الطبية (وتكون سيارة إسعاف عادة)بالاستغاثة عن طريق الاتصال برقم هاتف الطوارئ الصحيح مثل 999 أو 911 أو 111 أو 112 أو 000. بعد التأكد من أن الحادثة تعبر عن حالة طوارئ طبية (وليست طلبًا للنجدة)، فإن المرسِل - في الأعم - يشغل نظامًا استفساريًا مثل النظام المتقدم لأولوية الإرسال الطبي (AMPDS) لكي يقيّم مستوى أولوية الاتصال، هذا بالإضافة إلى تدوين اسم المتصل ومكانه.
ويمكن للحاصلين على تدريبات الإسعافات الأولية أن يتصرف في حدود علمه ثم ينتظر قدوم الرعاية النهائية. ويمكن لمن لا يعلم شيئًا عن الإسعافات الأولية أن يساعد بهدوئه وبالبقاء إلى جانب الشخص المصاب أو المريض. فمن الشكاوى المتكررة من العاملين بخدمات الطوارئ هي نزوع الناس إلى الازدحام والتكدس لرؤية المصاب، في حين أن هذا لا طائل من ورائه سوى زيادة توتر المريض وإعاقة تقديم الخدمات الطبية بسلاسة. ويا حبذا لو حدد أول المستجيبين من يوكل إليه التأكد من الاتصال بخدمات الطوارئ. ثم يُرسل أحد المتفرجين ليكون في انتظارهم ولإرشادهم إلى مكان الحدث. وعلى الباقين التأكد من إبعاد الحشود عن المريض أو المصاب وتخصيص مكان كافٍ لقيام المستجيب بعمله.[بحاجة لمصدر]

يوجد في العديد من الولايات الأمريكية قانون يسمى قانون السامري الصالح من شأنه أن يحمي المدنيين الذين يتطوعون للمساعدة في حالات الطوارئ.
وبالنسبة للمستجيبين الذين يتصرفون في حالات الطوارئ في حدود علمهم وتدريبهم كما يتصرف "الأشخاص المتعقلين"، فإنهم يستثنون من المساءلة القانونية عما بدر منهم في هذه الأثناء. وجرت العادة بأنه لا يمكن للمستجيب الأول أو مقدم الإسعافات الأولية أن يترك المريض أو ينقطع عن رعايته بعد البدء في عملية الرعاية إلا أن يُنِيْب عنه مستجيب يتمتع بمستوى تدريبي مساوٍ له أو أعلى منه (على سبيل المثال فنيو إدارة الحريق أو فنيو الطوارئ الطبية) . ومخالفة هذا يُشكل تخليًا عن المريض، وقد يُعرض المستجيب للمساءلة القانونية. ويجب أن تستمر الرعاية إلى أن يُنقل المريض إلى مستوى رعاية أعلى أو أن يصبح الاستمرار مصدر خطورة على المريض أو أن ينهك المستجيب جسديًا أو يصاب بأذى يمنعه من استكمال الرعاية.
وتنطبق نفس مبادئ سلسلة النجاة على حالات الطوارئ الطبية التي ينعدم فيها التنفس والضربات القلبية. وتضم سلسلة النجاة أربع مراحل هي (الوصول المبكر، و الإنعاش القلبي الرئوي المبكر، و إزالة الرجفان المبكر، والإنقاذ المتقدم المبكر)
ويحتاج إجلاء المصاب إلى مهارات خاصة وينبغي أن يُترك الأمر لمتخصصي خدمات طب الطوارئ والحريق.

## الاستجابة السريرية
عادة ما يوجد فريق مؤهل للتعامل مع حالات الطوارئ المتوسطة في المستشفيات. فأطباء طب الطوارئ مدربون على التعامل مع أغلب حالات الطوارئ وحاصلون على دورات الإنعاش القلبي الرئوي (CPR) وإنعاش القلب المتقدمة لدعم الحياة (ACLS). أما في حالات الكوارث أو الطوارئ المعقدة، فإن أغلب المستشفيات لديها بروتوكولات تنص على الاستدعاء السريع للموظفين الموجودين داخل المستشفى وخارجها.
وتخضع غرف الطوارئ والطوارئ الطبية للمرضى الداخليين للبروتوكول الأساسي لدورة إنعاش القلب المتقدمة لدعم الحياة. ولا بد من توفير ضغط الدم والأكسجة المناسبين لأي مريض قبل محاولة إزالة سبب حالته بغض النظر عن طبيعة الحالة الطارئة. وتتضمن الاستثناءات المحتملة تثبيت الشريان في حالات النزف الحادة.[بحاجة لمصدر]

## حالات الطوارئ غير الرضحية
في حين أن الساعة الذهبية تعد من المفاهيم المنتشرة في علاج الرضح، هناك حالتان تظهر فيهما أهمية عامل الوقت في نجاح المعالجة وهما: السكتة الدماغية واحتشاء عضلة القلب (النوبة القلبية). ففي السكتة الدماغية يكون هناك مهلة ثلاث ساعات تزيد فيها فعالية دواء حالّ الخثرة عن خطورة إحداث نزيف شديد. أما في النوبة القلبية، فقد يحول التثبيت السريع لاضطراب النظم المميت دون التوقف المفاجيء للقلب. إضافة إلى أن هناك علاقة مباشرة بين الوقت المستغرق للعلاج وبين نجاح إعادة إشباع الخلايا (استرداد تدفق الدم إلى القلب) بما في ذلك تخفيض معدلات الوفيات والمرض المعتمد على مرور الوقت.[بحاجة لمصدر]